# Cincinnati Stingers
Die Cincinnati Stingers waren ein Eishockeyteam aus Cincinnati, das von 1975 bis 1979 in der nordamerikanischen World Hockey Association (WHA) aktiv war und im Folgejahr aufgelöst wurde.

## Geschichte

### Gründung und Erfolge
Fast zweieinhalb Jahre lagen zwischen der Zuteilung der Franchise und dem ersten Spiel der Stingers.Brian Heekin III und Bill DeWitt jun. waren die ersten, die am 6. Mai 1973, kurz nach den ersten Finals um die Avco World Trophy eine Expansion Franchise der WHA zugesprochen bekamen. Der Bau des Stadions hatte sich verzögert, und erst zur Saison 1975/76 war das 15.820 Zuschauer fassende Riverfront Coliseum fertiggestellt. In der Zwischenzeit waren die Stingers auf dem Spielermarkt aktiv gewesen und hatten fleißig Spieler unter Vertrag genommen. Einige der Spieler wurden derweil an andere Teams ausgeliehen, so zum Beispiel der von den Regina Pats geholte Dennis Sobchuk, der dem neuen Team der Phoenix Roadrunners in deren ersten Saison half, gut zu überstehen.
Zum Beginn der Saison 1975/76 holte man die Spieler zusammen und unter der Leitung von Trainer Terry Slater wurden noch einige Stars verpflichtet. Unter diesen war auch Rick Dudley, der von den Buffalo Sabres aus der NHL geholt wurde. Dudley hatte bereits von 1971 bis 1973 in der American Hockey League in Cincinnati gespielt. In der Eastern Division wurde das Team Letzter und verpasste die Playoffs, doch mit 71 Punkten lag man nur fünf Punkte hinter dem Ersten der Division, den Indianapolis Racers. 
Zur Saison 1976/77 wurde das Team weiter verstärkt. Man verpflichtete unter anderem von den Toronto Maple Leafs den Flügelstürmer Blaine Stoughton. Nun gelang auch der Einzug in die Playoffs, dort waren aber die Indianapolis Racers in der ersten Runde Endstation und schalteten die Stingers mit 4:0 Spielen aus.
Es folgte eine turbulente Saison 1977/78, in die man verstärkt mit Robbie Ftorek von den Phoenix Roadrunner, die den Spielbetrieb eingestellt hatten, und mit Torhüter Michel Dion sowie Trainer Jacques Demers, die beide aus Indianapolis geholt wurden. Doch zur Mitte der Saison musste man sich, wegen des großen Verlusts den das Team erwirtschaftet hatte, von zahlreichen Spielern trennen. Auch wenn Ftorek eine hervorragende Saison spielte, konnte man nur mit Mühe den letzten Platz in der Liga verhindern.
Im Sommer 1978 waren die Stingers kurz vor der Pleite, aber die große Nachfrage nach Eintrittskarten rettete das Team. Ftorek wurde mit 116 Punkten zweitbester Scorer der Liga, noch vor dem jungen Wayne Gretzky. Dazu kamen die Rookies Mark Messier und Mike Gartner sowie Mike Liut als Torwart. So erreichten sie wieder einmal die Playoffs, doch wieder war in der ersten Runde Schluss.
In einer Liga, die zahlreiche fragwürdige Clubbesitzer und wenig stabile Teams hatte, waren die Stingers ein Vorbild an Vorsichtigkeit. Die beiden Besitzer blieben ihrem Team die gesamte Zeit über treu und bauten das Franchise von Grund auf solide auf. Das einzige, was nicht gelang, war, ausreichend Zuschauer für das Eishockey in Cincinnati zu begeistern. Bei den Verhandlungen mit der NHL über einen Zusammenschluss, versuchte man auch einen Platz in der NHL zu ergattern, doch die Krise 1978 und die geringe Zuschauerzahl bewogen die Besitzer Heekin und DeWitt, sich in bar abfinden zu lassen und auf den Wechsel in die NHL zu verzichten. Als der Zusammenschluss beschlossen wurde, bekamen die beiden 3,15 Mio. Dollar.
Das Franchise nahm in der Saison 1979/80 am Ligabetrieb der Central Hockey League teil, verließ jedoch bereits nach 33 von 80 Partien die Liga und wurde in der Folge aufgelöst.

### Vereinsrekorde
- Meiste Spiele: Rick Dudley 270 Spiele
- Meiste Tore: Rick Dudley 131 Tore
- Meiste Vorlagen: Rick Dudley 146 Assists
- Meiste Punkte: Rick Dudley 278 Punkte
- Meiste Strafminuten: Rick Dudley 516 Strafminuten

- Meiste Spiele eines Torhüters: Norm LaPointe 77 Spiele
- Meiste Siege eines Torhüters: Mike Liut und Michel Dion 31 Siege
- Meiste Shutouts: Michel Dion 4 Shutouts